# Egon Adeström
Egon Adeström, född 15 juli 1939, var en svensk bandyspelare.
Adeström började sitt bandyspelande i Dalstuga IK 1953 och spelade därefter för IFK Rättvik. 1960/61 gjorde Adeström sin första säsong i Allsvenskan, då i IK Heros från Smedjebacken. Under totalt 18 säsonger spelade han för Falu BS (åren 1963/1964 till 1980/1981) där han stod för över 500 matcher och 290 mål för klubben.
Adeström blev svensk mästare 1971 och 1974 med Falun. Han noterade även fyra landskamper då han 1969 turnerade med ett utvecklingslandslag i Sovjetunionen. Han avslutade sin karriär som spelande tränare i division 2 för laget Liljans SK mellan åren 1981 och 1988 då han avslutade sin aktiva karriär, då 49 år gammal.